# Buddy Baer
Jacob Henry Baer, detto Buddy (Denver, 11 giugno 1915 – Martinez, 18 luglio 1986), è stato un attore e pugile statunitense.
Anche il fratello Max Baer fu pugile e attore.

## Filmografia parziale

### Cinema
- Africa strilla (Africa Screams), regia di Charles Barton (1949)
- Quo vadis, regia di Mervyn LeRoy (1951)
- Quattro ragazze all'abbordaggio (Two Tickets to Broadway), regia di James V. Kern (1951)
- Jeff, lo sceicco ribelle (Flame of Araby), regia di Charles Lamont (1951)
- Il giardino incantato (Jack and the Beanstalk), regia di Jean Yarbrough (1952)
- Il grande cielo (The Big Sky), regia di Howard Hawks (1952)
- Il ribelle di Giava (Fair Wind to Java), regia di Joseph Kane (1953)
- La sposa sognata (Dream Wife), regia di Sidney Sheldon (1953)
- The Marshal's Daughter, regia di William Berke (1953)
- La grande carovana (Jubilee Trail), regia di Joseph Kane (1954)
- Veneri rosse (Slightly Scarlet), regia di Allan Dwan (1956)
- La sfida dei fuorilegge (Hell Canyon Outlaws), regia di Paul Landres (1957)
- Due toroni tra i cowboys (Once Upon a Horse...), regia di Hal Kanter (1958)
- Biancaneve e i tre compari (Snow White and the Three Stooges), regia di Walter Lang (1961)
- El Tigre (Ride Beyond Vengeance), regia di Bernard McEveety (1966)

### Televisione
- The Red Skelton Show – serie TV (1955)
- Damon Runyon Theater – serie TV, episodio 1x20 (1955)
- Le avventure di Jet Jackson (Captain Midnight) – serie TV, episodio 2x04 (1955)
- Sheena: Queen of the Jungle – serie TV (1955-1956)
- The Charles Farrell Show – serie TV (1956)
- Corky, il ragazzo del circo (Circus Boy) – serie TV, episodio 1x35 (1957)
- Adventures of Superman – serie TV (1958)
- Carovane verso il West  (Wagon Train) – serie TV (1958)
- Peter Gunn – serie TV, episodio 1x06 (1958)
- Tales of the Vikings – serie TV (1959-1960)
- Outlaws – serie TV, episodio 2x24 (1962)
- Gli uomini della prateria (Rawhide) – serie TV (1963)